# Теннікен
Теннікен (нім. Tenniken) — громада  в Швейцарії в кантоні Базель-Ланд, округ Зіссах.

## Географія
Громада розташована на відстані близько 65 км на північний схід від Берна, 8 км на південний схід від Лісталя.
Теннікен має площу 4,7 км², з яких на 11,3% дозволяється будівництво (житлове та будівництво доріг), 47,8% використовуються в сільськогосподарських цілях, 40,9% зайнято лісами, 0% не є продуктивними (річки, льодовики або гори).

## Демографія
2019 року в громаді мешкало 915 осіб (+5,4% порівняно з 2010 роком), іноземців було 9,8%. Густота населення становила 196 осіб/км².
За віковим діапазоном населення розподілялося таким чином: 18,7% — особи молодші 20 років, 58,4% — особи у віці 20—64 років, 23% — особи у віці 65 років та старші. Було 391 помешкань (у середньому 2,3 особи в помешканні).
Із загальної кількості 381 працюючого 29 було зайнятих в первинному секторі, 247 — в обробній промисловості, 105 — в галузі послуг.